# Бункер (ємність)

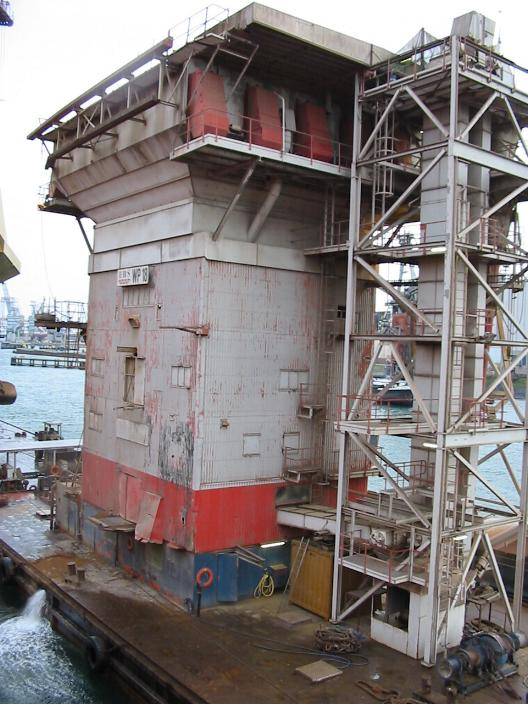
Бункер

Бу́нкер (від нім. Bunker) — резервуар, ємність для короткочасного зберігання і подальшого відвантаження рідких і сипких матеріалів. Розрізняють бункери залізобетонні (монолітні, збірні, змішаного типу), металеві, комбіновані. Крім того, як бункер можуть використовуватися гірничі виробки.

## Класифікація за призначенням
За призначенням бункери поділяють на технологічні та акумулюючі.
Технологічні бункери поділяють на: приймальні — для прийняття матеріалу при розвантаженні вагонів, скіпів, самоскидів; дозувальні — для регульованого відвантаження, видачі на конвеєр (наприклад, при шихтуванні) тощо; зневоднюючі — для дренажного зневоднення продуктів збагачення; компенсаційні (демпфуючі) — для вирівнювання навантаження на окремі технологічні апарати по вихідному живленню; відвантажувальні — для накопичення і подальшого відвантаження продуктів збагачення в залізничні вагони тощо. Крім того, розрізняють дозувально-акумулюючі бункери — система бункерів, призначених для накопичення вихідного матеріалу та дозування його перед технологічним процесом (наприклад, збагаченням корисних копалин). За типом установки розрізняють бункери стаціонарні, напівстаціонарні (термін служби, як правило, до 1,5 року) і пересувні. Крім того, виділяють бункери неперервного та циклічного типів.

## Класифікація за конструктивними ознаками
За конструктивними ознаками, зокрема, формою бункери бувають
- прямокутними,
- круглими (конічні, циліндричні — силоси, циліндроконічні, параболічні),
- чарунковими,
- щілинними,
- коритоподібними.

Випускний отвір бункера закривають затворами та живильниками.
За розташуванням відносно рівня землі бункери поділяють на підвісні та заглиблені в ґрунт.
Різновидом бункера є пересипні воронки і напівбункери, які мають менші розміри і, як правило, не споряджені затворами та живильниками.
Основне їх призначення — концентрація сипкого матеріалу. Вимоги до бункера — надійність завантаження та розвантаження, відсутність залипання вантажу, достатня ємність, мінімальне подрібнення при пересипах та зберіганні. Розмір випускного отвору бункеру повинен бути в 3-5 разів більший максимального розміру грудок матеріалу. Місткість бункера може сягати 40—150 м3, а продуктивність 5—12 т/хв.

## Різновиди технологічних бункерів
Бункер-вагон(рос. бункер-вагон, англ. hopper, нім. Bunker-wagen) — рейкова транспортна платформа, дно якої обладнане ланцюговим конвеєром. Застосовується при транспортуванні гірничої маси при проведенні виробок. Розроблений в 1960 у Швеції. Вантажопідйомність 15—25 т. Максимальна швидкість 20 км/год. Ширина 1 500 мм, висота навантаження 1200—1400 мм.
Бункер-живильник(рос. бункер-питатель, англ. transfer hopper, feet bunker. нім. Bunkerfülleinrichtung) — машина для рівномірної подачі гірничої маси в транспортні засоби неперервної дії; сполучна ланка між виймально-навантажувальним обладнанням циклічної і транспортними уставами неперервної дії. Застосовують в комплексах гірничо-транспортного обладнання і приймальних установках сировини, яка подається на виробництво або в цех збагачувальної фабрики. Основні вузли бункера-живильника — приймальна воронка та живильник під нею. Розрізняють бункери-живильники каретного, стрічкового, пластинчатого, вібраційного, скребкового, рольгангового, ґвинтового, барабанного і лопатевого типів. В кар'єрних бункерах-живильниках застосовують головним чином живильники перших п'яти типів. Крім того, розрізняють стаціонарні, напівстаціонарні і самохідні бункери-живильники.
Бункер-перевантажувач(рос. бункер-перегружатель, англ. conveyer hopper, transfer bin, нім. Umladebunker) — пересувна підземна установка для завантаження підземних транспортних засобів гірничою масою. Застосовують разом з прохідницьким або очисним комбайном і самохідним вагоном для підвищення темпів проведення гірничих виробок або камер. Складається з кузова з бортами, дволанцюгового скребкового донного конвеєра. Бункер-перевантажувач забезпечується також вентилятором для очищення повітря в зоні завантажування кузова. В робочому положенні бункер-перевантажувач зчеплений з комбайном і пересувається разом з ним. Гірнича маса від комбайна надходить у кузов бункера-перевантажувача.
Бункер підземний(рос. бункер подземный, англ. underground bunker, нім. Tiefbunker) — підземна гірнича виробка для короткострокового зберігання (акумулювання) корисних копалин або породи; розташовується біля ствола шахти і забезпечує рівномірну роботу скіпового підйому. Підземні механізовані бункери як важливий допоміжний засіб сприяють підвищенню пропускних можливостей, надійності і ефективності використання транспортної системи, їхня роль істотно зростає при впровадженні конвеєризації. Вони дозволяють компенсувати нерівномірність надходження вантажу і відкази тих чи інших машин.
Бункер-потяг(рос. бункер-поезд, англ. bunker-train, нім. Bunkerzug) — підземна транспортна установка на колісно-рейковому ходу з шарнірно з'єднаних секцій-платформ, що мають високі борти. Призначена для транспортування гірничої маси з прохідницького вибою за один цикл його роботи. Розрізняють бункери-потяги скреперні та конвеєрні. Сумарна тривалість транспортування гірничої маси при використанні бункер-потягу скорочується в порівнянні зі звичайною технікою шахтного рейкового транспорту в декілька разів. Бункер-потяг примикає до камери, де встановлений перекидач вагонеток. В нижній частині бункер-потяга розташовується дозувальна камера з живильником для завантажування скіпа.
Акумулюючий бункер(рос. аккумулирующий бункер, англ. accumulating bunker, storage bunker, нім. Sammelbunker, Pufferbunker, Bunker-Akkumulator) — ємність для накопичення, зберігання та регульованої видачі матеріалу, наприклад, мінеральної сировини чи рядового вугілля перед відправкою їх на переробку (збагачення). Акумулювання сприяє стабільності технологічних процесів. Акумулюючий бункер, використовуваний у вуглезбагаченні, — ємність циліндроконічної або іншої форми великої місткості називають силосом.